# Norsk elghund nero
Il norsk elghund nero è un cane norvegese impiegato per la caccia all'alce e per il tiro delle slitte. Questo spitz è particolarmente adatto a vivere in ambienti freddi, in mezzo alla neve e al ghiaccio, ma è altresì un ottimo animale da compagnia.
Esiste anche una variante di norsk elghund più diffusa, il norsk elghund grigio.

## Origini
Il norsk elghund veniva impiegato già mille anni prima di Cristo dai cacciatori dell'attuale Scandinavia sia per la caccia alle alci che per quella a conigli, cervi, linci e orsi: in Norvegia sono stati rinvenuti i resti di cani praticamente identici all'Elghund risalenti all'età della pietra. Anche i Vichinghi se ne servirono per le loro incursioni nel resto d'Europa.
La razza venne riconosciuta nel 1935 dall'American Kennel Club e nel 1966 dalla FCI.

## Caratteristiche fisiche
Il corpo è corto e compatto, la testa è quella tipica dello spitz con stop marcato, canna nasale diritta e muso assottigliato. La coda, robusta, è folta ed arrotolata sul dorso. Il pelo è folto e ruvido, ed il mantello è di colore nero brillante, con un po' di bianco sul petto e sugli arti.
Gli occhi sono di colore marrone scuro ed hanno forma ovale, mentre le orecchie sono erette ed appuntite.

## Carattere
L'elghund è un cane coraggioso e risoluto, due caratteristiche che lo rendono naturalmente adatto alla caccia di animali di grossa mole. Può essere impiegato anche come cane da guardia e da traino, oltreché come cane da compagnia.
Non è adatto a vivere né in città né in appartamento.
Soffre il caldo.